# 赫伯特·马尔库塞
赫伯特·马尔库塞（德語：Herbert Marcuse；1898年7月19日—1979年7月29日），德国裔美国哲学家、社会学家和政治理论家，法兰克褔学派社会批判方向的一员。他主要研究资本主义和科学技术对人的異化。在20世纪60年代和20世纪70年代的他作为新左翼和西德、法国和美国的学生运动的杰出理论家而闻名，一些人更将其称为“新左翼之父”。

## 生平
1898年7月19日，马尔库塞生于柏林一个犹太人家庭。1916年应征入伍，但并未到前线。1919年曾参加柏林一月革命。1922年通过研究德國“艺术家小说”拿到了弗莱堡大学的博士学位，随后回到柏林，从事出版行业。1928年他重回弗莱堡，和海德格尔一起在埃德蒙德·胡塞尔指导下做研究。1933年纳粹政府不允许他完成论文，他加入了法兰克福社会研究所，同麦克斯·霍克海默合作。同年他写了自己第一部综述性的专著，讨论马克思的《1844年经济学哲学手稿》，马尔库塞从此被认为是一个重要的马克思主义研究者。
1933年马尔库塞离开德国，先前往瑞士，随后前往美国。1940年获得美国国籍。虽然他有生之年再没回到德国定居，但他仍和法兰克福学派的研究者保持着紧密的联系。二战中，他先在美国战争信息办公室工作，负责反纳粹的宣传。1943年到战略情报局（中央情报局的前身）工作。二战结束后他被美国国务院任命为中欧部门负责人，直到1951年退休。
1952年他開始在哥伦比亚大学、哈佛大学和布兰代斯大学教授政治理論。1965-70年擔任加州大學聖地牙哥分校教授，在此期間寫下了他最著名的一本書單向度的人。
1979年夏天，在德國演講的旅途中因為中風去世，2003年他的骨灰由德國柏林移至美國重新下葬。

## 哲学思想
马尔库塞的哲学思想深受黑格尔、胡塞尔、海德格尔和弗洛依德的影响，同时也受马克思早期著作（特别是《1844年经济学哲学手稿》中的异化论）的很大影响。早年试图对马克思主义作一种黑格尔主义的解释，并以此猛烈抨击实证主义倾向。从50年代开始，主要从事对当代资本主义的分析和揭露，主张把弗洛依德主义和马克思主义结合起来。
他认为现代工业社会技术进步给人提供的自由条件越多，给人的种种强制也就越多，这种社会造就了只有物质生活，没有精神生活，没有创造性的麻木不仁的單向度的人。他试图在弗洛依德文明理论的基础上，建立一种理性的文明和非理性的爱欲协调一致的新的乌托邦，实现“非压抑升华”。
马尔库塞的美学思想是其社会批判理论的重要组成部分。在《单向度的人》中，他指责艺术的大众化和商业化使之成为压抑性社会的工具，从而导致人和文化的单向度。在《审美之维》中则认为，艺术（主要指先锋派）自动地对抗现存社会关系并加以否定和超越；倾覆占统治地位的意识及普遍经验，促成完整人的再生。在《反革命與反叛》里，他强调艺术既是一种美学形式又是一种历史结构，是充满诗情画意的美的世界与渗透价值意义的现实世界的统一。他认为艺术具有对现实的肯定性和保守性以及对现实的否定性和超越性的两重性，艺术的肯定性力量同时也是否定这一肯定性的力量。马尔库塞认为艺术和革命可统一于改造世界和人性解放的活动中，它用新的美学形式来表现人性，以唤来一个解放的世界。美学是摆脱压抑社会的唯一学科，是单向度社会中双向度的批判形式。

## 总体性社会主义
马尔库塞在1972年发表的《反革命和造反》一书中提出“总体性社会主义”的概念。他认为，资本主义社会本质上是罪恶的，言论集会自由等“民主”制度是统治阶级的手腕，决不是真正的个人自由、个性解放；当代西方工人阶级已经被资本主义社会“融合”，科学技术成为剩余价值的主要来源；社会主义生产必须增加生产和服务的数量，以便废除一切贫困；社会主义生产的目的必须为改变人的生存性质，为满足人在物质、文化、渴望和美感方面的需要，使人获得彻底解放；社会主义的新型模式是高度民主和人道主义；社会主义是一个道德的社会，充满了美的和谐。他还认为，资本主义是极权统治，资产阶级在政治、经济、文化和社会各个领域实行“总体性专政”，因此必须用“总体性革命”推翻它；但这一革命不是暴力革命和无产阶级专政，而是在资本主义社会内部，从政治、经济、文化等各个方面同时并进，对资本主义社会实行全面的、结构性的改革，以实现“总体性社会主义”；实现这一革命的主体力量，不是传统的产业无产阶级，而是“新工人阶级”，即知识分子，尤其是技术知识分子。

## 主要著作
- 黑格尔本体论与历史性理论的基础(Hegel's Ontology and Theory of Historicity)(1932)
- A Study on Authority (1936)
- 理性和革命：黑格尔和社会理论的兴起 (Reason and Revolution: Hegel and the Rise of Social Theory) (1941)
- 爱欲与文明：对弗洛伊德思想的哲学探讨 (Eros and Civilization: A Philosophical Inquiry into Freud) (1955)
- 苏联的马克思主义 : 一种批判的分析 (Soviet Marxism: A Critical Analysis) (1958)
- 《单向度的人》 （又译《单维人》、《一维的人》）(One-Dimensional Man) (1964)
- A Critique of Pure Tolerance (1965) (与 罗伯特·保罗·沃尔夫（英语：Robert Paul Wolff） and 巴灵顿·摩尔 合著)
- Negations: Essays in Critical Theory (1968)
- 论解放 (An Essay on Liberation) (1969)
- 反革命和造反（英语：Counterrevolution and Revolt）（1972）
- 审美之维(The Aesthetic Dimension: Toward a Critique of Marxist Aesthetics)(1978)

## 延伸阅读
马尔库塞
- John Abromeit and W. Mark Cobb, eds. (2004), Herbert Marcuse: A Critical Reader, New York, London: Routledge.
- Andrew Feenberg and William Leiss (2007), The Essential Marcuse: Selected Writings of Philosopher and Social Critic Herbert Marcuse, Boston: Beacon Press.
- Technology, War and Fascism. Collected papers of Herbert Marcuse, volume 1. (London: Routledge 1998)

评论和分析
- C. Fred Alford (1985), Science and Revenge of Nature: Marcuse and Habermas, Gainesville: University of Florida Press.
- Harold Bleich (1977), The Philosophy of Herbert Marcuse, Washington: University Press of America.
- Paul Breines (1970), Critical Interruptions: New Left Perspectives on Herbert Marcuse, New York: Herder and Herder.
- Douglas Kellner (1984), Herbert Marcuse and the Crisis of Marxism. London: Macmillan. ISBN 978-0-520-05295-6.
- Paul Mattick (1972), Critique of Marcuse: One-dimensional man in class society Merlin Press
- Alain Martineau (1986). Herbert Marcuse's Utopia, Harvest House, Montreal.
- Alasdair MacIntyre (1970), Herbert Marcuse. An exposition and a polemic, Viking, New York
- Eliseo Vivas (1971), Contra Marcuse, Arlington House, New Rochelle. ISBN 0-87000-112-4
- Andrew T. Lamas, Todd Wolfson, and Peter N. Funke, editors (2017), The Great Refusal: Herbert Marcuse and Contemporary Social Movements （页面存档备份，存于）. Philadelphia: Temple University Press, 2017.
- Raffaele Laudani, editor (2013), Secret Reports on Nazi Germany. The Frankfurt School Contribution to the War Effort by Franz Neumann, Herbert Marcuse & Otto Kirchheimer. Princeton University Press.
- Kurt H. Wolff and Barrington Moore, Jr., editors (1967), The Critical Spirit. Essays in honor of Herbert Marcuse. Beacon Press, Boston.
- J. Michael Tilley (2011). "Herbert Marcuse: Social Critique, Haecker and Kierkegaardian Individualism" in Kierkegaard's Influence on Social-Political Thought edited by Jon Stewart.

## 外部連結
维基共享资源上的相關多媒體資源：赫伯特·马尔库塞
- 中文马克思主义文库上的赫伯特·马尔库塞 （页面存档备份，存于）